# Chen Tai
En aquest nom xinès, el cognom és Chen.
Chen Tai (mort el 260 EC), nom estilitzat Xuanbo (玄伯), va ser un general militar i polític de Cao Wei durant el període dels Tres Regnes de la història xinesa. Ell era el fill de Chen Qun.
Chen Tai en tenia molt de coneixement sobre l'art de la guerra. Ell va ser molt amable amb els que l'envoltaven, per la qual cosa dirigia als seus homes com si foren els seus propis fills. Això li va proporcionar els elogis de molts, però per desgràcia va ser pietós amb els seus enemics, encara que implacable quan es tractava de batallar. Chen Tai tenia un aspecte adust en vida malgrat la seva actitud alegre i valenta. Després d'haver vist moltes morts i combats en la seva infància, va arribar a ser emocionalment inestable, desenvolupant un retorçat sentit del bé i el mal.
Va participar en moltes batalles entre elles les de les Expedicions del Nord de Zhuge Liang, va estar destinat amb Cao Zhen per eixa època i va servir com el seu assessor principal. Lamentablement Chen es va quedar sempre a l'ombra Sima Yi, el qual el va portar a servar un fort odi pel clan Sima. Chen Tai també actuaria com a general i aprenent de Guo Huai.
Quan Sima Shi va començar a abusar del seu poder, i l'Emperador Cao Mao va acabar morint en circumstàncies molt sospitoses, Chen Tai va expressar la seva profunda lleialtat a Wei posant-se de dol mentre hi era en la cort, per així honrar als seus morts. Chen Tai va ser també el ministre de lletres de Wei.